# Волинька
Во́линька (чеш. Volyňka) — река в Южночешском крае Чехии. Левый приток среднего течения Отавы. Длина реки — 46 км. Площадь водосборного бассейна — 383 км². Среднегодовой расход воды — 3 м³/с.
В верховьях реки расположено Светлогорское водохранилище (Světlohorská nádrž), построенное в XIX веке. Вода из него использовалась для сплава леса по Волиньке.
На реке расположены населённые пункты Страконице, Волине, Вимперк.
У брода через реку Волиньку было основано небольшое городище, называемое «провинция Wolinich», которое впервые упоминается в письменных источниках 1271 года. Позднее поселение было окружено каменной стеной и образовался город Волине по имени которого названа река.
На скалистом холме над местом впадения Кршесановского ручья в Волиньку расположен замок Вимперк, национальный памятник культуры Чешской Республики.
На холме у слияния рек Отава и Волинька в городе Страконице находится замок Страконице — средневековый замок XIII века, который восточной стороной прилегает к Волиньке. В районе замковой башни через реку Волиньку был перекинут пешеходный мост.